# Harpagodesmus simplex
Harpagodesmus simplex är en mångfotingart som beskrevs av Christoph D. Schubart 1960. Harpagodesmus simplex ingår i släktet Harpagodesmus och familjen Chelodesmidae. Inga underarter finns listade i Catalogue of Life.